# Haruki Seto
Haruki Seto (瀬戸 春樹?, Seto Haruki; Prefettura di Toyama, 14 marzo 1978) è un ex calciatore giapponese, di ruolo centrocampista.